# Isachne pangerangensis
Isachne pangerangensis là một loài thực vật có hoa trong họ Hòa thảo. Loài này được Zoll. & Moritzi mô tả khoa học đầu tiên năm 1854.